# 1981 en els vols espacials
Aquest article és una llista d'esdeveniments de vols espacials relacionats que es van produir el 1981.

## Llançaments
Això és una llista de vols espacials llançats el 1981.
| Data i Hora (UTC)            | Coet                            | Zona                            | LSP                                     | Càrrege                           | Operador                                                   | Òrbita                                                | Funció                                                | Deteriorament (UTC)               | Resultat         | Comentaris                                                                                                  |
| ---------------------------- | ------------------------------- | ------------------------------- | --------------------------------------- | --------------------------------- | ---------------------------------------------------------- | ----------------------------------------------------- | ----------------------------------------------------- | --------------------------------- | ---------------- | --- |
| 6 de gener, 12:15 UTC        | Soiuz-U (R-7 11A511U)           | Plesetsk                        | RVSN                                    | Kosmos 1237 (Zenit-6U)            | MOM                                                        | LEO                                                   | Reconeixement                                         | 20 de gener 1981                  | Reeixit          | |
| 9 de gener, 14:57 UTC        | Molniya-M/ML (R-7 8K78M/ML)     | LC-41/1, Plesetsk               | RVSN                                    | Molniya 3-14                      | MOM                                                        | Molnia                                                | Comsat                                                | 3 de juliol 1999                  | Reeixit          | |
| 10 de gener, 18:22 UTC       | Nike Tomahawk                   | Siple Station, Ellsworth Island | NASA                                    |                                   | NASA                                                       | Suborbital                                            | Investigació de la ionosfera                          | 10 de gener 1981                  | Reeixit          | Apogeu: 198 km                                                                                              |
| 14 de gener, 22:00 UTC       | TT-500A                         | LA-T, Tanegashima               | NASDA                                   |                                   | NASDA                                                      | Suborbital                                            | Prova de coets                                        | 14 de gener 1981                  | Reeixit          | Apogeu: 300 km                                                                                              |
| 16 de gener, 09:00 UTC       | Kosmos-3M (R-14 11K65M)         | LC-132/1, Plesetsk              | RVSN                                    | Kosmos 1238 (Taifun-1)            | MO SSSR                                                    | LEO                                                   | Calibratge de radar                                   | Encara en òrbita                  | Reeixit          | |
| 16 de gener, 12:00 UTC       | Soiuz-U (R-7 11A511U)           | Plesetsk                        | RVSN                                    | Kosmos 1239 (Zenit-4MT)           | MOM                                                        | LEO                                                   | Reconeixement                                         | 28 de gener 1981                  | Reeixit          | |
| 19 de gener, 03:37 UTC       | Black Brant VB                  | Fort Churchill                  | NRCC                                    |                                   | NRCC                                                       | Suborbital                                            | Investigació en aeronomia                             | 19 de gener 1981                  | Reeixit          | Apogeu: 263 km                                                                                              |
| 20 de gener, 04:50 UTC       | Astrobee-F                      | White Sands                     | NASA                                    |                                   | NASA                                                       | Suborbital                                            | Astronomia ultraviolada                               | 20 de gener 1981                  | Reeixit          | Apogeu: 209 km                                                                                              |
| 20 de gener, 11:00 UTC       | Soiuz-U (R-7 11A511U)           | LC-31/6, Baikonur               | RVSN                                    | Kosmos 1240 (Yantar-2K)           | MOM                                                        | LEO                                                   | Reconeixement                                         | 17 de febrer 1981                 | Reeixit          | |
| 21 de gener, 00:25 UTC       | Black Brant 8C                  | White Sands                     | NASA                                    | SPAR-9                            | NASA                                                       | Suborbital                                            | Investigació en aeronomia                             | 21 de gener 1981                  | Reeixit          | Apogeu: 209 km                                                                                              |
| 21 de gener, 08:29 UTC       | Kosmos-3M (R-14 11K65M)         | LC-132/1, Plesetsk              | RVSN                                    | Kosmos 1241 (DS-P1-M)             | MO SSSR                                                    | LEO                                                   | Objectiu d'ASAT                                       | Encara en òrbita                  | Reeixit          | |
| 21 de gener, 21:46 UTC       | S-310                           | Kagoshima                       | ISAS                                    |                                   | ISAS                                                       | Suborbital                                            | Investigació en aeronomia                             | 21 de gener 1981                  | Reeixit          | Apogeu: 174 km                                                                                              |
| 23 de gener, 11:20 UTC       | Tsyklon-3 (R-36 11K68)          | LC-32/1, Plesetsk               | RVSN                                    | Geo-IK S/N 1                      | MO SSSR                                                    | Destinat: MEO                                         | Geodetics                                             | 23 de gener 1981                  | Error            | Va fallar la separació                                                                                      |
| 24 de gener, 14:18 UTC       | Soiuz-U (R-7 11A511U)           | LC-1/5, Baikonur                | RVSN                                    | Progress 12                       | MOM                                                        | LEO, acoblat al Salyut 6                              | Reabastiment de la Salyut 6                           | 20 de març 1981, 16:58:58 UTC     | Reeixit          | |
| 26 de gener, 07:20 UTC       | Black Brant IVB                 | Fort Churchill                  | NRCC                                    |                                   | NRCC                                                       | Suborbital                                            | Investigació d'aurores                                | 26 de gener 1981                  | Reeixit          | Apogeu: 584 km                                                                                              |
| 27 de gener, 14:58 UTC       | Vostok-2M (R-7 8A92M)           | Plesetsk                        |                                         | Kosmos 1242 (Tselina-D)           | MOM                                                        | LEO                                                   | Satèl·lit de SIGINT                                   | Encara en òrbita                  | Reeixit          | |
| 29 de gener, 04:12 UTC       | Astrobee-F                      | Fort Churchill                  | NASA                                    |                                   | NASA                                                       | Suborbital                                            | Investigació de plasma                                | 29 de gener 1981                  | Reeixit          | Apogeu: 189 km                                                                                              |
| 29 de gener, 17:00 UTC       | S-520                           | LA-K, Kagoshima                 | ISAS                                    | TPE-2                             | ISAS                                                       | Suborbital                                            | Recerca ionosfèrica                                   | 29 de gener 1981                  | Reeixit          | Apogeu: 323 km                                                                                              |
| 30 de gener, 16:27 UTC       | Molniya-M/ML (R-7 8K78M/ML)     | Plesetsk                        | RVSN                                    | Molniya 1-49                      | MOM                                                        | Molnia                                                | Comsat                                                | Encara en òrbita                  | Reeixit          | |
| 2 de febrer, 02:19 UTC       | Tsyklon-2 (R-36 11K69)          | LC-90, Baikonur                 | RVSN                                    | Kosmos 1243 (IS-A)                | MO SSSR                                                    | LEO                                                   | Prova d'ASAT                                          | 2 de febrer 1981                  | Error            | Destinat per destruir el Kosmos 1241, va passar a 50 metres de l'objectiu, va fallar en explotar.           |
| 4 de febrer, 01:10 UTC       | Aries                           | LC-36, White Sands              | Força Aèria dels Estats Units d'Amèrica |                                   | Força Aèria dels Estats Units d'Amèrica                    | Suborbital                                            | Desenvolupament de tecnologia d'ABM                   | 4 de febrer 1981                  | Reeixit          | Apogeu: 387 km                                                                                              |
| 4 de febrer, 05:00 UTC       | Centaure                        | Thumba                          | ISRO                                    |                                   | ISRO                                                       | Suborbital                                            | Investigació ionosfèrica                              | 4 de febrer 1981                  | Reeixit          | Apogeu: 150 km                                                                                              |
| 4 de febrer, 15:00 UTC       | Pershing 1A                     | LC-16, Cape Canaveral           | Força Aèria dels Estats Units d'Amèrica | FOT-141                           | Força Aèria dels Estats Units d'Amèrica                    | Suborbital                                            | Vol de proves operacional                             | 4 de febrer 1981                  |                  | Apogeu: 250 km                                                                                              |
| 4 de febrer, 15:33 UTC       | Pershing 1A                     | LC-16, Cape Canaveral           | Força Aèria dels Estats Units d'Amèrica | FOT-139                           | Força Aèria dels Estats Units d'Amèrica                    | Suborbital                                            | Vol de proves operacional                             | 4 de febrer 1981                  |                  | Apogeu: 250 km                                                                                              |
| 4 de febrer, 15:53 UTC       | Pershing 1A                     | LC-16, Cape Canaveral           | Força Aèria dels Estats Units d'Amèrica | FOT-140                           | Força Aèria dels Estats Units d'Amèrica                    | Suborbital                                            | Vol de proves operacional                             | 4 de febrer 1981                  |                  | Apogeu: 250 km                                                                                              |
| 5 de febrer, 11:25 UTC       | Sergeant                        | Poker Flat                      | Força Aèria dels Estats Units d'Amèrica | FWIF IV                           | Força Aèria dels Estats Units d'Amèrica                    | Suborbital                                            | Investigació d'aurores                                | 5 de febrer 1981                  | Reeixit          | Apogeu: 130 km                                                                                              |
| 6 de febrer, 08:00 UTC       | Kosmos-3M (R-14 11K65M)         | LC-132/1, Plesetsk              | RVSN                                    | Interkosmos-21                    | Interkosmos                                                | LEO                                                   | Desenvolupament de tecnologia                         | 7 de juliol 1982                  | Reeixit          | Desactivat el 2 de juny de 1982                                                                             |
| 7 de febrer, 20:13:45 UTC    | Petrel 2                        | Esrange                         | SERC                                    |                                   | SERC                                                       | Suborbital                                            | Investigació en aeronomia                             | 7 de febrer 1981                  | Reeixit          | Apogeu: 140 km                                                                                              |
| 7 de febrer, 20:30 UTC       | Nike Orion                      | Kiruna                          | SSC                                     | OXYGEN                            | SSC                                                        | Suborbital                                            | Investigació en aeronomia                             | 7 de febrer 1981                  | Reeixit          | Apogeu: 120 km                                                                                              |
| 9 de febrer                  | Minuteman III                   | LF-08, Vandenberg AFB           | Força Aèria dels Estats Units d'Amèrica | GT-79GM                           | Força Aèria dels Estats Units d'Amèrica                    | Suborbital                                            | Prova d'MBI                                           | 9 de febrer 1981                  | Reeixit          | Apogeu: 1300 km                                                                                             |
| 9 de febrer                  | Minuteman III                   | LF-09, Vandenberg AFB           | Força Aèria dels Estats Units d'Amèrica | GT-80GM                           | Força Aèria dels Estats Units d'Amèrica                    | Suborbital                                            | Prova d'MBI                                           | 9 de febrer 1981                  | Reeixit          | Apogeu: 1300 km                                                                                             |
| 11 de febrer, 08:30 UTC      | N-II                            | LA-N, Tanegashima               | NASDA                                   | Kiku 3 (ETS-4)                    | NASDA                                                      | MEO                                                   | Desenvolupament de tecnologia de coets transportadors | Encara en òrbita                  | Reeixit          | Vol inaugural of N-II                                                                                       |
| 12 de febrer, 05:27 UTC      | Centaure 2B                     | Thumba                          | ISRO                                    |                                   | ISRO                                                       | Suborbital                                            | Investigació ionosfèrica                              | 12 de febrer 1981                 | Reeixit          | Apogeu: 158 km                                                                                              |
| 12 de febrer, 18:21 UTC      | Kosmos-3M (R-14 11K65M)         | LC-132/1, Plesetsk              | RVSN                                    | Kosmos 1244 (Parus)               | MO SSSR                                                    | LEO                                                   | Navegació                                             | Encara en òrbita                  | Reeixit          | |
| 13 de febrer, 11:15 UTC      | Soiuz-U (R-7 11A511U)           | Plesetsk                        | RVSN                                    | Kosmos 1245 (Zenit-6U)            | MOM                                                        | LEO                                                   | Satèl·lit de reconeixement                            | 27 de febrer 1981                 | Reeixit          | |
| 13 de febrer, 17:15 UTC      | Black Brant 8C                  | LC-36, White Sands              | NASA                                    |                                   | NASA                                                       | Suborbital                                            | Investigació solar                                    | 13 de febrer 1981                 | Reeixit          | Apogeu: 265 km                                                                                              |
| 17 de febrer, 17:15 UTC      | Pershing 1A                     | LC-16, Cape Canaveral           | Força Aèria dels Estats Units d'Amèrica | FOT-143                           | Força Aèria dels Estats Units d'Amèrica                    | Suborbital                                            | Vol de proves operacional                             | 17 de febrer 1981                 |                  | Apogeu: 250 km                                                                                              |
| 17 de febrer, 17:51 UTC      | Pershing 1A                     | LC-16, Cape Canaveral           | Força Aèria dels Estats Units d'Amèrica | FOT-142                           | Força Aèria dels Estats Units d'Amèrica                    | Suborbital                                            | Vol de proves operacional                             | 17 de febrer 1981                 |                  | Apogeu: 250 km                                                                                              |
| 17 de febrer, 19:17 UTC      | Pershing 1A                     | LC-16, Cape Canaveral           | Força Aèria dels Estats Units d'Amèrica | FOT-144                           | Força Aèria dels Estats Units d'Amèrica                    | Suborbital                                            | Vol de proves operacional                             | 17 de febrer 1981                 |                  | Apogeu: 250 km                                                                                              |
| 18 de febrer, 09:00 UTC      | Soiuz-U (R-7 11A511U)           | LC-31/6, Baikonur               | RVSN                                    | Kosmos 1246 (Yantar-1KFT)         | MOM                                                        | LEO                                                   | Reconeixement                                         | 13 de març 1981                   | Reeixit          | |
| 18 de febrer                 | INTA-300                        | El Arenosillo                   | INTA                                    |                                   | INTA                                                       | Suborbital                                            | Investigació en aeronomia                             | 18 de febrer 1981                 | Reeixit          | Apogeu: 285 km                                                                                              |
| 18 de febrer                 | Minuteman IB                    | LF-06, Vandenberg AFB           | Força Aèria dels Estats Units d'Amèrica | ABRES IRS-1                       | Força Aèria dels Estats Units d'Amèrica                    | Suborbital                                            | Prova de vehicle de reentrada                         | 18 de febrer 1981                 | Reeixit          | Apogeu: 1300 km                                                                                             |
| 19 de febrer, 10:00 UTC      | Molniya-M/2BL (R-7 8K78M/2BL)   | LC-16/2, Plesetsk               | RVSN                                    | Kosmos 1247 (Oko)                 | MOM                                                        | Molnia                                                | Alerta de míssils                                     | Encara en òrbita                  | Reeixit fins ara | Primer llançament des de LC-16/2                                                                            |
| 21 de febrer, 00:30 UTC      | Mu-3S                           | LA-M, Kagoshima                 | ISAS                                    | Hinotori (ASTRO-A)                | ISAS                                                       | LEO                                                   | Investigació solar                                    | 11 de juliol 1991                 | Reeixit          | |
| 21 de febrer, 23:23 UTC      | Atlas-Centaur SLV-3D            | LC-36A, Cape Canavaral          |                                         | Comstar 4 (Parallax 1/Esiafi 1)   | LMGT (1981–2001) SSC Parallax (2001–2002) Tongasat (2002—) | GSO                                                   | Comsat                                                | Encara en òrbita                  | Reeixit          | Es va canviar el nom a Parallax 1 al 2001 i Esiafi 1 al 2002                                                |
| 21 de febrer                 | Minuteman III                   | LF-26, Vandenberg AFB           | Força Aèria dels Estats Units d'Amèrica | GT-81GM                           | Força Aèria dels Estats Units d'Amèrica                    | Suborbital                                            | Prova d'MBI                                           | 21 de febrer 1981                 | Reeixit          | Apogeu: 1300 km                                                                                             |
| 25 de febrer, 17:20 UTC      | Sergeant-Hydac                  | Poker Flat                      | Força Aèria dels Estats Units d'Amèrica | HAVE SLED                         | Força Aèria dels Estats Units d'Amèrica                    | Suborbital                                            | Vol de proves                                         | 25 de febrer 1981                 | Reeixit          | Apogeu: 400 km                                                                                              |
| 28 de febrer, 19:15 UTC      | Titan 24B/Agena-D               | SLC-4W, Vandenberg AFB          |                                         | OPS 1166 (KH-8)                   | Força Aèria dels Estats Units d'Amèrica/NRO                | LEO                                                   | Reconeixement                                         | 20 de juny 1981                   | Reeixit          | |
| 1 de març, 09:20 UTC         | OTRAG                           | Sabha                           | OTRAG                                   |                                   | OTRAG                                                      | Suborbital                                            | Vol de proves                                         | 1 de març 1981                    | Reeixit          | Apogeu: 150 km                                                                                              |
| 5 de març, 15:00 UTC         | Soiuz-U (R-7 11A511U)           | LC-41/1, Plesetsk               | RVSN                                    | Kosmos 1248 (Yantar-2K)           | MOM                                                        | LEO                                                   | Reconeixement                                         | 4 d'abril 1981                    | Reeixit          | |
| 5 de març, 16:48 UTC         | Sergeant-Hydac                  | Poker Flat                      | Força Aèria dels Estats Units d'Amèrica | HAVE SLED                         | Força Aèria dels Estats Units d'Amèrica                    | Suborbital                                            | Vol de proves                                         | 5 de març 1981                    | Reeixit          | Apogeu: 400 km                                                                                              |
| 5 de març, 18:09 UTC         | Tsyklon-2 (R-36 11K69)          | LC-90, Baikonur                 | RVSN                                    | Kosmos 1249 (US-A)                | MO SSSR                                                    | LEO                                                   | Reconeixement oceànic                                 | 19 de juliol 1981                 | Reeixit          | |
| 6 de març, 11:31 UTC         | Kosmos-3M (R-14 11K65M)         | LC-132/2, Plesetsk              | RVSN                                    | Kosmos 1250 (Strela-1M)           | MO SSSR                                                    | LEO                                                   | Comsat                                                | Encara en òrbita                  | Reeixit fins ara | |
| 6 de març, 11:31 UTC         | Kosmos-3M (R-14 11K65M)         | LC-132/2, Plesetsk              | RVSN                                    | Kosmos 1251 (Strela-1M)           | MO SSSR                                                    | LEO                                                   | Comsat                                                | Encara en òrbita                  | Reeixit fins ara | |
| 6 de març, 11:31 UTC         | Kosmos-3M (R-14 11K65M)         | LC-132/2, Plesetsk              | RVSN                                    | Kosmos 1252 (Strela-1M)           | MO SSSR                                                    | LEO                                                   | Comsat                                                | Encara en òrbita                  | Reeixit fins ara | |
| 6 de març, 11:31 UTC         | Kosmos-3M (R-14 11K65M)         | LC-132/2, Plesetsk              | RVSN                                    | Kosmos 1253 (Strela-1M)           | MO SSSR                                                    | LEO                                                   | Comsat                                                | Encara en òrbita                  | Reeixit fins ara | |
| 6 de març, 11:31 UTC         | Kosmos-3M (R-14 11K65M)         | LC-132/2, Plesetsk              | RVSN                                    | Kosmos 1254 (Strela-1M)           | MO SSSR                                                    | LEO                                                   | Comsat                                                | Encara en òrbita                  | Reeixit fins ara | |
| 6 de març, 11:31 UTC         | Kosmos-3M (R-14 11K65M)         | LC-132/2, Plesetsk              | RVSN                                    | Kosmos 1255 (Strela-1M)           | MO SSSR                                                    | LEO                                                   | Comsat                                                | Encara en òrbita                  | Reeixit fins ara | |
| 6 de març, 11:31 UTC         | Kosmos-3M (R-14 11K65M)         | LC-132/2, Plesetsk              | RVSN                                    | Kosmos 1256 (Strela-1M)           | MO SSSR                                                    | LEO                                                   | Comsat                                                | Encara en òrbita                  | Reeixit fins ara | |
| 6 de març, 11:31 UTC         | Kosmos-3M (R-14 11K65M)         | LC-132/2, Plesetsk              | RVSN                                    | Kosmos 1257 (Strela-1M)           | MO SSSR                                                    | LEO                                                   | Comsat                                                | Encara en òrbita                  | Reeixit fins ara | |
| 7 de març, 08:09 UTC         | Taurus-Orion                    | Poker Flat                      | Força Aèria dels Estats Units d'Amèrica | AURORAL E1                        | Força Aèria dels Estats Units d'Amèrica                    | Suborbital                                            | Investigació d'aurores                                | 7 de març 1981                    | Reeixit          | Apogeu: 156 km                                                                                              |
| 7 de març, 08:09 UTC         | Taurus-Orion                    | Poker Flat                      | Força Aèria dels Estats Units d'Amèrica | AURORAL E3                        | Força Aèria dels Estats Units d'Amèrica                    | Suborbital                                            | Investigació en aeronomia, ionsosfera i plasma        | 7 de març 1981                    | Reeixit          | Apogeu: 203 km                                                                                              |
| 7 de març, 08:26 UTC         | Taurus-Orion                    | Poker Flat                      | Força Aèria dels Estats Units d'Amèrica | AURORAL E2                        | Força Aèria dels Estats Units d'Amèrica                    | Suborbital                                            | Investigació d'aurores                                | 7 de març 1981                    | Reeixit          | Apogeu: 169 km                                                                                              |
| 7 de març, 08:38 UTC         | Paiute-Tomahawk                 | Poker Flat                      | Força Aèria dels Estats Units d'Amèrica | AURORAL E4                        | Força Aèria dels Estats Units d'Amèrica                    | Suborbital                                            | Investigació d'aurores                                | 7 de març 1981                    | Reeixit          | Apogeu: 187 km                                                                                              |
| 8 de març, 16:00 UTC         | Nike Orion                      | Poker Flat                      | Força Aèria dels Estats Units d'Amèrica | CWAS 1                            | Força Aèria dels Estats Units d'Amèrica                    | Suborbital                                            | Investigació en aeronomia                             | 8 de març 1981                    | Reeixit          | Apogeu: 140 km                                                                                              |
| 12 de març, 04:30 UTC        | Sergeant-Hydac                  | Poker Flat                      | Força Aèria dels Estats Units d'Amèrica | HAVE SLED                         | Força Aèria dels Estats Units d'Amèrica                    | Suborbital                                            | Vol de proves                                         | 12 de març 1981                   | Reeixit          | Apogeu: 400 km                                                                                              |
| 12 de març, 19:00 UTC        | Soiuz-U (R-7 11A511U)           | LC-1/5, Baikonur                | RVSN                                    | Soiuz T-4, 2 cosmonautes          | MOM                                                        | LEO, acoblat al Salyut 6                              | Vol orbital tripulat                                  | 25 de maig 1981, 12:37 UTC        | Reeixit          | Salyut 6 Expedition 6                                                                                       |
| 13 de març, 16:00 UTC        | Nike Orion                      | Fort Churchill                  | NASA                                    | CWAS 2                            | NASA                                                       | Suborbital                                            | Investigació en aeronomia                             | 13 de març 1981                   | Reeixit          | Apogeu: 140 km                                                                                              |
| 14 de març, 16:55 UTC        | Tsyklon-2 (R-36 11K69)          | LC-90, Baikonur                 | RVSN                                    | Kosmos 1258 (IS-A)                | MO SSSR                                                    | LEO                                                   | Prova d'ASAT                                          | 14 de març 1981                   | Error            | Destinat per destruir el Kosmos 1241. malfuncionament de la nau espacial                                    |
| 15 de març                   | Minuteman IB                    | LF-03, Vandenberg AFB           | Força Aèria dels Estats Units d'Amèrica | ABERS TDV-4                       | Força Aèria dels Estats Units d'Amèrica                    | Suborbital                                            | Prova de vehicle de reentrada                         | 15 de març 1981                   | Reeixit          | Apogeu: 1300 km                                                                                             |
| 16 de març, 19:24 UTC        | Titan IIIC                      | LC-40, Cape Canaveral           |                                         | IMEWS 11                          | Força Aèria dels Estats Units d'Amèrica                    | GEO. Mogut a òrbita cementiri després de la jubilació | Alerta de míssils                                     | Encara en òrbita                  | Reeixit          | Retirat on 1 de gener 1992                                                                                  |
| 17 de març, 08:40 UTC        | Soiuz-U (R-7 11A511U)           | LC-31, Baikonur                 | RVSN                                    | Kosmos 1259 (Zenit 6U)            | MOM                                                        | LEO                                                   | Reconeixement                                         | 31 de març 1981                   | Reeixit          | |
| 18 de març, 04:40 UTC        | Proton-K/DM                     | LC-200/40, Baikonur             | RVSN                                    | Raduga 8                          | MOM                                                        | GEO. Mogut a òrbita cementiri després de la jubilació | Comsat                                                | Encara en òrbita                  | Error            | Desactivat l'11 d'abril de 1981                                                                             |
| 20 de març, 23:45 UTC        | Tsyklon-2 (R-36 11K69)          | LC-90, Baikonur                 | RVSN                                    | Kosmos 1260 (US-P/EORSAT)         | MO SSSR                                                    | LEO                                                   | Reconeixement oceànic                                 | 22 de maig 1982                   | Reeixit          | |
| 22 de març, 14:58 UTC        | Soiuz-U (R-7 11A511U)           | LC-31/6, Baikonur               | RVSN                                    | Soiuz 39, 2 cosmonautes           | MOM                                                        | LEO, acoblat al Salyut 6                              | Vol orbital tripulat                                  | 30 de març 1981                   | Reeixit          | |
| 24 de març, 03:00 UTC        | Black Brant 8C                  | LC-36, White Sands              | NASA                                    |                                   | NASA                                                       | Suborbital                                            | Astronomia ultraviolada                               | 24 de març 1981                   | Reeixit          | Apogeu: 261 km                                                                                              |
| 24 de març, 03:31 UTC        | Molniya-M                       | LC-41/1, Plesetsk Cosmodrome    | RVSN                                    | Molniya 3-15                      | MOM                                                        | Molnia                                                | Comsat                                                | 19 d'octubre 1992                 | Reeixit          | |
| 25 de març, 08:05 UTC        | Taurus-Tomahawk                 | Poker Flat                      | NASA                                    |                                   | NASA                                                       | Suborbital                                            | Investigació de plasma                                | 25 de març 1981                   | Reeixit          | Apogee |
| 28 de març, 01:54 UTC        | Black Brant VB                  | Fort Churchill                  | NRCC                                    | FALCONS                           | NRCC                                                       | Suborbital                                            | Investigació ionosfèrica                              | 28 de març 1981                   | Reeixit          | Apogeu: 327 km                                                                                              |
| 28 de març, 01:54 UTC        | Black Brant IVB                 | Fort Churchill                  | NRCC                                    | FALCONS                           | NRCC                                                       | Suborbital                                            | Investigació ionosfèrica                              | 28 de març 1981                   | Reeixit          | Apogeu: 675 km                                                                                              |
| 28 de març, 09:30 UTC        | Soiuz-U                         | LC-31/6, Baikonur               | RVSN                                    | Yantar-2K 979                     | MOM                                                        | Destinat: LEO                                         | satèl·lit de reconeixement                            | 28 de març 1981                   | Error            | Malfuncionament en el coet transportador, va fallar en orbitar                                              |
| 30 de març, 05:52 UTC        | Nike Orion                      | Poker Flat                      | DNA                                     | LADY LOU Ba                       | DNA                                                        | Suborbital                                            | Investigació en aeronomia                             | 30 de març 1981                   | Reeixit          | |
| 31 de març, 09:40 UTC        | Molniya-M                       | LC-41/1, Plesetsk               | RVSN                                    | Kosmos 1261 (Oko)                 | MOM                                                        | Molnia                                                | Defensa de míssils                                    | Encara en òrbita                  | Reeixit fins ara | |
| 1 d'abril, 09:04:35 UTC      | Taurus-Tomahawk                 | Poker Flat                      | NASA                                    |                                   | NASA                                                       | Suborbital                                            | Investigació de plasma                                | 1 d'abril 1981                    | Reeixit          | Apogeu: 500 km                                                                                              |
| 1 d'abril, 09:10 UTC         | Trident C-4                     | USS Simon Bolivar, ETR          | Marina dels Estats Units d'Amèrica      | DASO-7                            | Marina dels Estats Units d'Amèrica                         | Suborbital                                            | Vol de proves operacional                             | 1 d'abril 1981                    | Reeixit          | Apogeu: 1000 km                                                                                             |
| 1 d'abril                    | Minuteman III                   | LF-04, Vandenberg AFB           | Força Aèria dels Estats Units d'Amèrica | GT-75GM2                          | Força Aèria dels Estats Units d'Amèrica                    | Suborbital                                            | Vol de proves operacional                             | 1 d'abril 1981                    | Reeixit          | Apogeu: 1300 km                                                                                             |
| 2 d'abril                    | Taurus-Orion                    | Wallops Island                  | NASA                                    |                                   | NASA                                                       | Suborbital                                            | Investigació de plasma                                | 2 d'abril 1981                    | Reeixit          | Apogeu: 200 km                                                                                              |
| 3 d'abril, 06:20:55 UTC      | Nike Orion                      | Poker Flat                      | DNA                                     |                                   | DNA                                                        | Suborbital                                            | Aeronomia                                             | 3 d'abril 1981                    | Reeixit          | Apogeu: 140 km                                                                                              |
| 3 d'abril                    | Taurus-Orion                    | Wallops Island                  | NASA                                    |                                   | NASA                                                       | Suborbital                                            | Investigació de plasma                                | 3 d'abril 1981                    | Reeixit          | Apogeu: 200 km                                                                                              |
| 4 d'abril                    | Minuteman IB                    | LF-06, Vandenberg AFB           | Força Aèria dels Estats Units d'Amèrica | ABRES 500-PAS-1                   | Força Aèria dels Estats Units d'Amèrica                    | Suborbital                                            | Prova de reentrada                                    | 4 d'abril 1981                    | Reeixit          | Apogeu: 1300 km                                                                                             |
| 7 d'abril, 10:51 UTC         | Soiuz-U                         | Plesetsk                        | RVSN                                    | Kosmos 1262 (Zenit-6)             | MOM                                                        | LEO                                                   | Reconeixement                                         | 21 d'abril 1981                   | Reeixit          | |
| 7 d'abril, 14:00 UTC         | Pershing 1A                     | LC-16, Cape Canaveral           | Força Aèria dels Estats Units d'Amèrica | FOT-146                           | Força Aèria dels Estats Units d'Amèrica                    | Suborbital                                            | Vol de proves operacional                             | 7 d'abril 1981                    |                  | Apogeu: 250 km                                                                                              |
| 7 d'abril, 14:19 UTC         | Pershing 1A                     | LC-16, Cape Canaveral           | Força Aèria dels Estats Units d'Amèrica | FOT-147                           | Força Aèria dels Estats Units d'Amèrica                    | Suborbital                                            | Vol de proves operacional                             | 7 d'abril 1981                    |                  | Apogeu: 250 km                                                                                              |
| 7 d'abril, 14:40 UTC         | Pershing 1A                     | LC-16, Cape Canaveral           | Força Aèria dels Estats Units d'Amèrica | FOT-148                           | Força Aèria dels Estats Units d'Amèrica                    | Suborbital                                            | Vol de proves operacional                             | 7 d'abril 1981                    |                  | Apogeu: 250 km                                                                                              |
| 9 d'abril, 12:00 UTC         | Kosmos-3M                       | LC-132/1, Plesetsk              | RVSN                                    | Kosmos 1263 (Taifun-1)            | MO SSSR                                                    | LEO                                                   | Calibratge de radar                                   | Encara en òrbita                  | Reeixit fins ara | |
| 12 d'abril, 12:00:03 UTC     | Columbia                        | LC-39A, Kennedy                 | United Space Alliance                   | STS-1, 2 astronautes              | NASA                                                       | LEO                                                   | Vol orbital tripulat                                  | 14 d'abril 1981, 18:20:57 UTC     | Reeixit          | Vol inaugural de l'orbitador del transbordador espacial i del Transbordador espacial Columbia               |
| 12 d'abril, 12:00:03 UTC     | Columbia                        | LC-39A, Kennedy                 | United Space Alliance                   | DFI                               | NASA                                                       | LEO, acoblat al Columbia                              | Gravació de vol                                       | 14 d'abril 1981, 18:20:57 UTC     | Reeixit          | Vol inaugural de l'orbitador del transbordador espacial i del Transbordador espacial Columbia               |
| 15 d'abril, 10:30 UTC        | Soiuz-U                         | Baikonur                        | RVSN                                    | Kosmos 1264 (Zenit-6)             | MOM                                                        | LEO                                                   | Reconeixement                                         | 29 d'abril 1981                   | Reeixit          | |
| 16 d'abril, 11:30 UTC        | Soiuz-U                         | Plesetsk                        | RVSN                                    | Kosmos 1265 (Zenit-6)             | MOM                                                        | LEO                                                   | Reconeixement                                         | 28 d'abril 1981                   | Reeixit          | |
| 18 d'abril                   | MR-UR-100U                      | LC-172, Baikonur                | RVSN                                    |                                   | RVSN                                                       | Suborbital                                            | Vol de proves operacional                             | 18 d'abril 1981                   | Reeixit          | Apogeu: 1000 km                                                                                             |
| 21 d'abril, 03:45 UTC        | Tsyklon-2                       | LC-90, Baikonur                 | RVSN                                    | Kosmos 1266 (US-A/RORSAT)         | MO SSSR                                                    | LEO                                                   | Reconeixement                                         | Encara en òrbita                  | Reeixit          | |
| 24 d'abril, 21:32 UTC        | Titan 34B                       | SLC-4W, Vandenberg AFB          | Força Aèria dels Estats Units d'Amèrica | OPS-7225 (SDS-1)                  | US NRO                                                     | Molnia                                                | Comsat                                                | Encara en òrbita                  | Error parcial    | |
| 25 d'abril, 02:01 UTC        | Proton-K                        | LC-200/39, Baikonur             | RVSN                                    | Kosmos 1267 (TKS-2)               | MOM                                                        | LEO, acoblat al Salyut 6                              | Demostració de tecnologia                             | 29 de juliol 1982                 | Reeixit          | |
| 27 d'abril, 23:15 UTC        | Aries                           | LC-36, White Sands              | NASA                                    |                                   | NASA                                                       | Suborbital                                            | Astronomia ultraviolada                               | 27 d'abril 1981                   | Reeixit          | Apogeu: 263 km                                                                                              |
| 28 d'abril, 09:00 UTC        | Soiuz-U                         | Baikonur                        | RVSN                                    | Kosmos 1268 (Zenit-6)             | MOM                                                        | LEO                                                   | Reconeixement                                         | 12 de maig 1981                   | Reeixit          | |
| 30 d'abril, 06:00 UTC        | Skylark 7                       | LA-S, Esrange                   | DFVLR                                   | TEXUS-3B                          | DFVLR                                                      | Suborbital                                            | Investigació de microgravetat                         | 30 d'abril 1981                   | Reeixit          | Apogeu: 253 km                                                                                              |
| 4 de maig, 07:55 UTC         | Black Brant 8C                  | LC-36, White Sands              | NASA                                    | XRB-2                             | NASA                                                       | Suborbital                                            | Astronomia de raigs X                                 | 4 de maig 1981                    | Reeixit          | Apogeu: 294 km                                                                                              |
| 6 de maig, 08:00 UTC         | Black Brant 8C                  | LC-36, White Sands              | NASA                                    |                                   | NASA                                                       | Suborbital                                            | Aeronomia                                             | 6 de maig 1981                    | Reeixit          | Apogeu: 322 km                                                                                              |
| 7 de maig, 13:21 UTC         | Kosmos-3M                       | LC-132/1, Plesetsk              | RVSN                                    | Kosmos 1269 (Strela-2M)           | MO SSSR                                                    | LEO                                                   | Comsat                                                | Encara en òrbita                  | Reeixit fins ara | |
| 8 de maig, 05:27 UTC         | Skylark 7                       | LA-S, Esrange                   | DFVLR                                   | TEXUS 4                           | DFVLR                                                      | Suborbital                                            | Investigació de microgravetat                         | 8 de maig 1981                    | Reeixit          | Apogeu: 258 km                                                                                              |
| 14 de maig, 17:16:38 UTC     | Soiuz-U                         | LC-1/5, Baikonur                | RVSN                                    | Soiuz 40                          | MOM                                                        | LEO, acoblat al Salyut 6                              | Vol orbital tripulat                                  | 22 de maig 1981                   | Reeixit          | |
| 14 de maig, 21:45 UTC        | Vostok-2M                       | Plesetsk                        | RVSN                                    | Meteor-2                          | MOM                                                        | LEO                                                   | Satèl·lit meteorològic                                | Encara en òrbita                  | Reeixit          | |
| 15 de maig, 06:07:17 UTC     | Scout G-1                       | SLC-5, Vandenberg AFB           | NASA                                    | Nova 1                            | Marina dels Estats Units d'Amèrica                         | LEO (Polar)                                           | Navegació                                             | Encara en òrbita                  | Reeixit fins ara | |
| 18 de maig, 11:50 UTC        | Soiuz-U                         | LC-31/6, Baikonur               | RVSN                                    | Kosmos 1270 (Yantar-2K)           | MOM                                                        | LEO                                                   | Reconeixement                                         | 17 de juny 1981                   | Reeixit          | |
| 19 de maig, 03:49 UTC        | Vostok-2M                       | Plesetsk                        | RVSN                                    | Kosmos 1271 (Tselina-D)           | MOM                                                        | LEO                                                   | ELINT                                                 | Encara en òrbita                  | Reeixit          | |
| 21 de maig, 09:10 UTC        | Soiuz-U                         | Baikonur                        | RVSN                                    | Kosmos 1272 (Zenit-6)             | MOM                                                        | LEO                                                   | Reconeixement                                         | 4 de juny 1981                    | Reeixit          | |
| 22 de maig, 07:10 UTC        | Soiuz-U                         | Plesetsk                        | RVSN                                    | Kosmos 1273 (Zenit-4MKT)          | MOM                                                        | LEO                                                   | Reconeixement                                         | 4 de juny 1981                    | Reeixit          | |
| 22 de maig, 22:29 UTC        | Delta 3914                      | LC-17A, Cape Canaveral          | NASA                                    | GOES-5                            | NOAA                                                       | GSO                                                   | Satèl·lit meteorològic                                | Encara en òrbita                  | Reeixit fins ara | |
| 23 de maig, 22:42 UTC        | Atlas-Centaur SLV-3D            | LC-36B, Cape Canaveral          | NASA                                    | Intelsat 501                      | Intelsat                                                   | GSO                                                   | Comsat                                                | Encara en òrbita                  | Reeixit          | |
| 27 de maig, 04:25 UTC        | Black Brant VC                  | LC-36, White Sands              | NASA                                    |                                   | NASA                                                       | Suborbital                                            | Astronomia ultraviolada                               | 27 de maig 1981                   | Reeixit          | Apogeu: 225 km                                                                                              |
| 31 de maig, 05:00 UTC        | SLV                             | FLP, Sriharikota                | ISRO                                    | Rohini 2                          | ISRO                                                       | LEO                                                   | Demostració de tecnologia                             | 8 de juny 1981                    | Error            | Situat en òrbita incorrecta, decaigut ràpidament.                                                           |
| May                          | MR-12                           | Professor Zubov                 | MO SSSR                                 |                                   | MO SSSR                                                    | Suborbital                                            | Aeronomia                                             | Dins d'una hora de llançament     | Reeixit          | Apogeu: 150 km                                                                                              |
| May                          | MR-12                           | Professor Zubov                 | MO SSSR                                 |                                   | MO SSSR                                                    | Suborbital                                            | Aeronomia                                             | Dins d'una hora de llançament     | Reeixit          | Apogeu: 150 km                                                                                              |
| May                          | MR-12                           | Professor Zubov                 | MO SSSR                                 |                                   | MO SSSR                                                    | Suborbital                                            | Aeronomia                                             | Dins d'una hora de llançament     | Reeixit          | Apogeu: 150 km                                                                                              |
| May                          | MR-12                           | Professor Zubov                 | MO SSSR                                 |                                   | MO SSSR                                                    | Suborbital                                            | Aeronomia                                             | Dins d'una hora de llançament     | Reeixit          | Apogeu: 150 km                                                                                              |
| 3 de juny, 14:00 UTC         | Soiuz-U                         | Plesetsk                        | RVSN                                    | Kosmos 1274 (Yantar-2K)           | MOM                                                        | LEO                                                   | Reconeixement                                         | 3 de juliol 1981                  | Reeixit          | |
| 3 de juny                    | SSBS S3                         | BL-B, Biscarosse                | DMA                                     |                                   | DMA                                                        | Suborbital                                            | Vol de proves operacional                             | 3 de juny 1981                    | Reeixit          | Apogeu: 1000 km                                                                                             |
| 4 de juny, 15:41 UTC         | Kosmos-3M                       | LC-132/2, Plesetsk              | RVSN                                    | Kosmos 1275 (Parus)               | MO SSSR                                                    | LEO                                                   | Navegació                                             | Encara en òrbita                  | Reeixit          | |
| 9 de juny, 03:33 UTC         | Molniya-M                       | Plesetsk                        | RVSN                                    | Molniya-3                         | MOM                                                        | Molnia                                                | Comsat                                                | 10 de febrer 1998                 | Reeixit          | |
| 12 de juny                   | DOT                             | Kwajalein Atoll                 | Força Aèria dels Estats Units d'Amèrica | DOT-4                             | Força Aèria dels Estats Units d'Amèrica                    | Suborbital                                            | Prova d'intercepció                                   | 12 de juny 1981                   | Reeixit          | Apogeu: 303 km                                                                                              |
| 12 de juny                   | Minuteman III                   | LF-09, Vandenberg AFB           | Força Aèria dels Estats Units d'Amèrica | GT-82GM                           | Força Aèria dels Estats Units d'Amèrica                    | Suborbital                                            | Vol de proves operacional                             | 12 de juny 1981                   | Reeixit          | Apogeu: 1300 km                                                                                             |
| 16 de juny, 07:00 UTC        | Soiuz-U                         | Plesetsk                        | RVSN                                    | Kosmos 1276 (Yantar-4MKT)         | MOM                                                        | LEO                                                   | Reconeixement                                         | 29 de juny 1981                   | Reeixit          | |
| 17 de juny, 09:30 UTC        | Soiuz-U                         | Baikonur                        | RVSN                                    | Kosmos 1277 (Zenit-6)             | MOM                                                        | LEO                                                   | Reconeixement                                         | 1 de juliol 1981                  | Reeixit          | |
| 19 de juny, 12:32:59 UTC     | Ariane 1                        | ELA-1, CSG                      | Arianespace                             | Meteosat 2                        | ESA                                                        | GEO, llavors òrbita cementiri                         | Satèl·lit meteorològic                                | Encara en òrbita                  | Reeixit          | Retirat el 4 de desembre de 1991                                                                            |
| 19 de juny, 12:32:59 UTC     | Ariane 1                        | ELA-1, CSG                      | Arianespace                             | Apple                             | ISRO                                                       | GEO                                                   | Comsat                                                | Encara en òrbita                  | Reeixit          | Retirat el 20 de setembre 1983                                                                              |
| 19 de juny, 12:32:59 UTC     | Ariane 1                        | ELA-1, CSG                      | Arianespace                             | CAT-3                             | ESA                                                        | GTO                                                   | Gravació de dades de vol                              | Encara en òrbita                  | Reeixit          | Va gravar el rendiment del coet transportador                                                               |
| 19 de juny, 19:37:04 UTC     | Molniya-M                       | Plesetsk                        | RVSN                                    | Kosmos 1278 (Oko)                 | MOM                                                        | Molnia                                                | Detecció de míssils                                   | 2 de setembre 2000                | Reeixit          | |
| 19 de juny                   | Poseidon                        | USS Lewis and Clark, ETR        | Marina dels Estats Units d'Amèrica      | FOT-43                            | Marina dels Estats Units d'Amèrica                         | Suborbital                                            | Vol de proves operacional                             | 19 de juny 1981                   | Reeixit          | Apogeu: 500 km                                                                                              |
| 19 de juny                   | Poseidon                        | USS Lewis and Clark, ETR        | Marina dels Estats Units d'Amèrica      | FOT-43                            | Marina dels Estats Units d'Amèrica                         | Suborbital                                            | Vol de proves operacional                             | 19 de juny 1981                   | Reeixit          | Apogeu: 500 km                                                                                              |
| 19 de juny                   | Poseidon                        | USS Lewis and Clark, ETR        | Marina dels Estats Units d'Amèrica      | FOT-43                            | Marina dels Estats Units d'Amèrica                         | Suborbital                                            | Vol de proves operacional                             | 19 de juny 1981                   | Reeixit          | Apogeu: 500 km                                                                                              |
| 19 de juny                   | Poseidon                        | USS Lewis and Clark, ETR        | Marina dels Estats Units d'Amèrica      | FOT-43                            | Marina dels Estats Units d'Amèrica                         | Suborbital                                            | Vol de proves operacional                             | 19 de juny 1981                   | Reeixit          | Apogeu: 500 km                                                                                              |
| 23 de juny, 10:52:59 UTC     | Atlas-F                         | SLC-3W, Vandenberg AFB          | Força Aèria dels Estats Units d'Amèrica | NOAA-7                            | NOAA                                                       | LEO (SSO)                                             | Satèl·lit meteorològic                                | Encara en òrbita                  | Reeixit fins ara | Vol final de l'Atlas-F                                                                                      |
| 24 de juny, 17:47 UTC        | Molniya-M                       | Plesetsk                        | RVSN                                    | Molniya-1                         | MOM                                                        | Molnia                                                | Comsat                                                | 14 de desembre 1991               | Reeixit          | |
| 25 de juny, 23:55 UTC        | Proton-K/DM                     | LC-200/40, Baikonur             | RVSN                                    | Ekran-7                           | MOM                                                        | GSO                                                   | Comsat                                                | Encara en òrbita                  | Reeixit fins ara | Retirat on 1 d'agost 1982                                                                                   |
| 26 de juny                   | Minuteman III                   | LF-26, Vandenberg AFB           | Força Aèria dels Estats Units d'Amèrica | GT-83GB                           | Força Aèria dels Estats Units d'Amèrica                    | Suborbital                                            | Vol de proves operacional                             | 26 de juny 1981                   | Reeixit          | Apogeu: 1300 km                                                                                             |
| Juny                         | MR-12                           | Professor Zubov                 | MO SSSR                                 |                                   | MO SSSR                                                    | Suborbital                                            | Aeronomia                                             | Dins d'una hora de llançament     | Reeixit          | Apogeu: 150 km                                                                                              |
| Juny                         | MR-12                           | Professor Zubov                 | MO SSSR                                 |                                   | MO SSSR                                                    | Suborbital                                            | Aeronomia                                             | Dins d'una hora de llançament     | Reeixit          | Apogeu: 150 km                                                                                              |
| Juny                         | MR-12                           | Professor Zubov                 | MO SSSR                                 |                                   | MO SSSR                                                    | Suborbital                                            | Aeronomia                                             | Dins d'una hora de llançament     | Reeixit          | Apogeu: 150 km                                                                                              |
| Juny                         | MR-12                           | Professor Zubov                 | MO SSSR                                 |                                   | MO SSSR                                                    | Suborbital                                            | Aeronomia                                             | Dins d'una hora de llançament     | Reeixit          | Apogeu: 150 km                                                                                              |
| 1 de juliol, 09:30 UTC       | Soiuz-U                         | Baikonur                        | RVSN                                    | Kosmos 1279 (Zenit-6U)            | MOM                                                        | LEO                                                   | Reconeixement                                         | 15 de juliol 1981                 | Reeixit          | |
| 2 de juliol, 07:10 UTC       | Soiuz-U                         | LC-43/3, Plesetsk               | RVSN                                    | Kosmos 1280 (Resurs F1)           | MOM                                                        | LEO                                                   | Reconeixement                                         | 15 de juliol 1981                 | Reeixit          | |
| 7 de juliol, 12:30 UTC       | Soiuz-U                         | Plesetsk                        | RVSN                                    | Kosmos 1281 (Zenit-6U)            | MOM                                                        | LEO                                                   | Reconeixement                                         | 21 de juliol 1981                 | Reeixit          | |
| 10 de juliol, 05:14 UTC      | Vostok-2M                       | Baikonur                        | RVSN                                    | Meteor 1-31 (Meteor-Priroda)      | MOM                                                        | LEO (SSO)                                             | Satèl·lit meteorològic                                | Encara en òrbita                  | Reeixit          | |
| 10 de juliol, 05:14 UTC      | Vostok-2M                       | Baikonur                        | RVSN                                    | Iskra                             | MOM                                                        | LEO (SSO)                                             | Investigació de microgravetat                         | 16 d'abril 1990                   | Reeixit          | |
| 11 de juliol                 | Poseidon                        | USS George C. Marshall, ETR     | Marina dels Estats Units d'Amèrica      | FOT-44                            | Marina dels Estats Units d'Amèrica                         | Suborbital                                            | Vol de proves operacional                             | 11 de juliol 1981                 | Reeixit          | Apogeu: 500 km                                                                                              |
| 11 de juliol                 | Poseidon                        | USS George C. Marshall, ETR     | Marina dels Estats Units d'Amèrica      | FOT-44                            | Marina dels Estats Units d'Amèrica                         | Suborbital                                            | Vol de proves operacional                             | 11 de juliol 1981                 | Reeixit          | Apogeu: 500 km                                                                                              |
| 11 de juliol                 | Poseidon                        | USS George C. Marshall, ETR     | Marina dels Estats Units d'Amèrica      | FOT-44                            | Marina dels Estats Units d'Amèrica                         | Suborbital                                            | Vol de proves operacional                             | 11 de juliol 1981                 | Reeixit          | Apogeu: 500 km                                                                                              |
| 11 de juliol                 | Poseidon                        | USS George C. Marshall, ETR     | Marina dels Estats Units d'Amèrica      | FOT-44                            | Marina dels Estats Units d'Amèrica                         | Suborbital                                            | Vol de proves operacional                             | 11 de juliol 1981                 | Reeixit          | Apogeu: 500 km                                                                                              |
| 15 de juliol, 13:00 UTC      | Soiuz-U                         | LC-31/6, Baikonur               | RVSN                                    | Kosmos 1282 (Yantar-2K)           | MOM                                                        | LEO                                                   | Reconeixement                                         | 14 d'agost 1981                   | Reeixit          | |
| 17 de juliol, 08:00 UTC      | Soiuz-U                         | Plesetsk                        | RVSN                                    | Kosmos 1283 (Zenit-6U)            | MOM                                                        | LEO                                                   | Reconeixement                                         | 31 de juliol 1981                 | Reeixit          | |
| 29 de juliol, 11:55 UTC      | Soiuz-U                         | Plesetsk                        | RVSN                                    | Kosmos 1284 (Zenit-6U)            | MOM                                                        | LEO                                                   | Reconeixement                                         | 12 d'agost 1981                   | Reeixit          | |
| 30 de juliol, 21:38 UTC      | Proton-K/DM                     | LC-200/39, Baikonur             | RVSN                                    | Raduga-9                          | MOM                                                        | GSO                                                   | Comsat                                                | Encara en òrbita                  | Reeixit          | Retirat l'1 de maig 1986                                                                                    |
| 31 de juliol, 10:50 UTC      | Aries                           | LC-36, White Sands              | Força Aèria dels Estats Units d'Amèrica | ZIP-II                            | Força Aèria dels Estats Units d'Amèrica                    | Suborbital                                            | Astronomia d'infraroigs                               | 31 de juliol 1981                 | Reeixit          | Apogeu: 395 km                                                                                              |
| Juliol                       | MR-12                           | Professor Zubov                 | MO SSSR                                 |                                   | MO SSSR                                                    | Suborbital                                            | Aeronomia                                             | Dins d'una hora de llançament     | Reeixit          | Apogeu: 150 km                                                                                              |
| Juliol                       | MR-12                           | Professor Zubov                 | MO SSSR                                 |                                   | MO SSSR                                                    | Suborbital                                            | Aeronomia                                             | Dins d'una hora de llançament     | Reeixit          | Apogeu: 150 km                                                                                              |
| Juliol                       | MR-12                           | Professor Zubov                 | MO SSSR                                 |                                   | MO SSSR                                                    | Suborbital                                            | Aeronomia                                             | Dins d'una hora de llançament     | Reeixit          | Apogeu: 150 km                                                                                              |
| 1 d'agost, 22:00 UTC         | TT-500A                         | LA-T, Tanegashima               | NASDA                                   |                                   | NASDA                                                      | Suborbital                                            | Vol de proves                                         | 1 d'agost 1981                    | Reeixit          | Apogeu: 300 km                                                                                              |
| 3 d'agost, 09:56 UTC         | Delta 3913                      | SLC-2W, Vandenberg AFB          | NASA                                    | Dynamics Explorer 1               | NASA                                                       | HEO                                                   | Investigació de la magnetosfera                       | Encara en òrbita                  | Error parcial    | |
| 3 d'agost, 09:56 UTC         | Delta 3913                      | SLC-2W, Vandenberg AFB          | NASA                                    | Dynamics Explorer 2               | NASA                                                       | HEO                                                   | Investigació de la magnetosfera                       | Encara en òrbita                  | Error parcial    | |
| 4 d'agost, 00:13 UTC         | Molniya-M                       | Plesetsk                        | RVSN                                    | Kosmos 1285 (Oko)                 | MOM                                                        | Molnia                                                | Detecció de míssils                                   | Encara en òrbita                  | Reeixit fins ara | |
| 4 d'agost, 08:28 UTC         | Tsyklon-2                       | LC-90, Baikonur                 | RVSN                                    | Kosmos 1286 (US-P/EORSAT)         | MO SSSR                                                    | LEO                                                   | ELINT                                                 | 16 d'octubre 1982                 | Reeixit          | |
| 6 d'agost, 08:16:00 UTC      | Atlas-Centaur SLV-3D            | LC-36A, Cape Canaveral          | NASA                                    | FLTSATCOM-5                       | Marina dels Estats Units d'Amèrica                         | GEO                                                   | Comsat                                                | Encara en òrbita                  | Error parcial    | Danyat durant l'ascens, retirat el 12 de juliol de 1986                                                     |
| 6 d'agost, 11:49 UTC         | Kosmos-3M                       | LC-132/2, Plesetsk              | RVSN                                    | Kosmos 1287 (Strela-1M            | MO SSSR                                                    | LEO                                                   | Comsat                                                | Encara en òrbita                  | Reeixit fins ara | |
| 6 d'agost, 11:49 UTC         | Kosmos-3M                       | LC-132/2, Plesetsk              | RVSN                                    | Kosmos 1288 (Strela-1M            | MO SSSR                                                    | LEO                                                   | Comsat                                                | Encara en òrbita                  | Reeixit fins ara | |
| 6 d'agost, 11:49 UTC         | Kosmos-3M                       | LC-132/2, Plesetsk              | RVSN                                    | Kosmos 1289 (Strela-1M            | MO SSSR                                                    | LEO                                                   | Comsat                                                | Encara en òrbita                  | Reeixit fins ara | |
| 6 d'agost, 11:49 UTC         | Kosmos-3M                       | LC-132/2, Plesetsk              | RVSN                                    | Kosmos 1290 (Strela-1M            | MO SSSR                                                    | LEO                                                   | Comsat                                                | Encara en òrbita                  | Reeixit fins ara | |
| 6 d'agost, 11:49 UTC         | Kosmos-3M                       | LC-132/2, Plesetsk              | RVSN                                    | Kosmos 1291 (Strela-1M            | MO SSSR                                                    | LEO                                                   | Comsat                                                | Encara en òrbita                  | Reeixit fins ara | |
| 6 d'agost, 11:49 UTC         | Kosmos-3M                       | LC-132/2, Plesetsk              | RVSN                                    | Kosmos 1292 (Strela-1M            | MO SSSR                                                    | LEO                                                   | Comsat                                                | Encara en òrbita                  | Reeixit fins ara | |
| 6 d'agost, 11:49 UTC         | Kosmos-3M                       | LC-132/2, Plesetsk              | RVSN                                    | Kosmos 1293 (Strela-1M            | MO SSSR                                                    | LEO                                                   | Comsat                                                | Encara en òrbita                  | Reeixit fins ara | |
| 6 d'agost, 11:49 UTC         | Kosmos-3M                       | LC-132/2, Plesetsk              | RVSN                                    | Kosmos 1294 (Strela-1M            | MO SSSR                                                    | LEO                                                   | Comsat                                                | Encara en òrbita                  | Reeixit fins ara | |
| 7 d'agost, 13:35 UTC         | Vostok-2M                       | LC-43/3, Plesetsk               | RVSN                                    | Interkosmos 22 (IKB-1300)         | MOM                                                        | LEO                                                   | Investigació ionosfèrica                              | Encara en òrbita                  | Reeixit          | Retirat el 10 d'agost de 1983                                                                               |
| 9 d'agost                    | Nike Orion                      | Wallops Island                  | NASA                                    |                                   | NASA                                                       | Suborbital                                            | Investigació de plasma                                | 9 d'agost 1981                    | Reeixit          | Apogeu: 140 km                                                                                              |
| 9 d'agost                    | Taurus-Orion                    | Wallops Island                  | NASA                                    |                                   | NASA                                                       | Suborbital                                            | Investigació de plasma                                | 9 d'agost 1981                    | Reeixit          | Apogeu: 200 km                                                                                              |
| 10 d'agost, 20:03 UTC        | N-II                            | LA-N, Tanegashima               | NASDA                                   | GMS-2 (Himawari-2)                | NASDA                                                      | GSO                                                   | Satèl·lit meteorològic                                | Encara en òrbita                  | Reeixit fins ara | Retirat l'1 de febrer 1988                                                                                  |
| 12 d'agost, 05:46 UTC        | Kosmos-3M                       | LC-132/2, Plesetsk              | RVSN                                    | Kosmos 1295 (Parus)               | MO SSSR                                                    | LEO                                                   | Navegació                                             | Encara en òrbita                  | Reeixit fins ara | |
| 13 d'agost, 02:26 UTC        | Trident C-4                     | USS John C. Calhoun, ETR        | Marina dels Estats Units d'Amèrica      | OT-6                              | Marina dels Estats Units d'Amèrica                         | Suborbital                                            | Vol de proves operacional                             | 13 d'agost 1981                   | Reeixit          | Apogeu: 1000 km                                                                                             |
| 13 d'agost, 02:46 UTC        | Trident C-4                     | USS John C. Calhoun, ETR        | Marina dels Estats Units d'Amèrica      | OT-6                              | Marina dels Estats Units d'Amèrica                         | Suborbital                                            | Vol de proves operacional                             | 13 d'agost 1981                   | Reeixit          | Apogeu: 1000 km                                                                                             |
| 13 d'agost, 03:32 UTC        | Trident C-4                     | USS John C. Calhoun, ETR        | Marina dels Estats Units d'Amèrica      | OT-6                              | Marina dels Estats Units d'Amèrica                         | Suborbital                                            | Vol de proves operacional                             | 13 d'agost 1981                   | Reeixit          | Apogeu: 1000 km                                                                                             |
| 13 d'agost, 03:32 UTC        | Trident C-4                     | USS John C. Calhoun, ETR        | Marina dels Estats Units d'Amèrica      | OT-6                              | Marina dels Estats Units d'Amèrica                         | Suborbital                                            | Vol de proves operacional                             | 13 d'agost 1981                   | Reeixit          | Apogeu: 1000 km                                                                                             |
| 13 d'agost, 16:20 UTC        | Soiuz-U                         | Plesetsk                        | RVSN                                    | Kosmos 1296 (Yantar-2K            | MOM                                                        | LEO                                                   | Reconeixement                                         | 13 de setembre 1981               | Reeixit          | |
| 14 d'agost, 07:43 UTC        | Black Brant X                   | Wallops Island                  | NASA                                    |                                   | NASA                                                       | Suborbital                                            | Vol de proves                                         | 14 d'agost 1981                   | Reeixit          | Apogeu: 625 km                                                                                              |
| 18 d'agost, 09:30 UTC        | Soiuz-U                         | Plesetsk                        | RVSN                                    | Kosmos 1297 (Zenit-6U)            | MOM                                                        | LEO                                                   | Reconeixement                                         | 30 d'agost 1981                   | Reeixit          | |
| 21 d'agost, 10:20 UTC        | Soiuz-U                         | LC-1/5, Baikonur                | RVSN                                    | Kosmos 1298 (Yantar-4K1)          | MOM                                                        | LEO                                                   | Reconeixement                                         | 2 d'octubre 1981                  | Reeixit          | |
| 22 d'agost, 01:00 UTC        | Poseidon                        | USS Nathanael Greene, ETR       | Marina dels Estats Units d'Amèrica      |                                   | Marina dels Estats Units d'Amèrica                         | Suborbital                                            | Vol de proves operacional                             | 22 d'agost 1981                   | Reeixit          | Apogeu: 500 km                                                                                              |
| 24 d'agost, 12:00 UTC        | S-310                           | Kagoshima                       | ISAS                                    |                                   | ISAS                                                       | Suborbital                                            | Aeronomia i investigació d'aurores                    | 24 d'agost 1981                   | Reeixit          | Apogeu: 187 km                                                                                              |
| 24 d'agost, 16:37 UTC        | Tsyklon-2                       | LC-90, Baikonur                 | RVSN                                    | Kosmos 1299 (US-A/RORSAT)         | MO SSSR                                                    | LEO                                                   | Reconeixement naval                                   | Encara en òrbita                  | Reeixit          | |
| 24 d'agost, 21:40 UTC        | Tsyklon-3                       | LC-32/1, Plesetsk               | RVSN                                    | Kosmos 1300 (Tselina-D)           | MO SSSR                                                    | LEO                                                   | SIGINT                                                | Encara en òrbita                  | Reeixit          | |
| 25 d'agost                   | Taurus-Orion                    | LC-36, White Sands              | NASA                                    |                                   | NASA                                                       | Suborbital                                            | Aeronomia                                             | 25 d'agost 1981                   | Reeixit          | Apogeu: 200 km                                                                                              |
| 27 d'agost, 10:30 UTC        | Soiuz-U                         | LC-41/1, Plesetsk               | RVSN                                    | Kosmos 1301 (Resurs-F1)           | MOM                                                        | LEO                                                   | Reconeixement i teledetecció                          | 10 de setembre 1981               | Reeixit          | |
| 28 d'agost, 00:03 UTC        | Trident C-4                     | USS Simon Bolivar, ETR          | Marina dels Estats Units d'Amèrica      | OT-7                              | Marina dels Estats Units d'Amèrica                         | Suborbital                                            | Vol de proves operacional                             | 28 d'agost 1981                   | Reeixit          | Apogeu: 1000 km                                                                                             |
| 28 d'agost, 00:04 UTC        | Trident C-4                     | USS Simon Bolivar, ETR          | Marina dels Estats Units d'Amèrica      | OT-7                              | Marina dels Estats Units d'Amèrica                         | Suborbital                                            | Vol de proves operacional                             | 28 d'agost 1981                   | Reeixit          | Apogeu: 1000 km                                                                                             |
| 28 d'agost, 00:04 UTC        | Trident C-4                     | USS Simon Bolivar, ETR          | Marina dels Estats Units d'Amèrica      | OT-7                              | Marina dels Estats Units d'Amèrica                         | Suborbital                                            | Vol de proves operacional                             | 28 d'agost 1981                   | Reeixit          | Apogeu: 1000 km                                                                                             |
| 28 d'agost, 00:04 UTC        | Trident C-4                     | USS Simon Bolivar, ETR          | Marina dels Estats Units d'Amèrica      | OT-7                              | Marina dels Estats Units d'Amèrica                         | Suborbital                                            | Vol de proves operacional                             | 28 d'agost 1981                   | Reeixit          | Apogeu: 1000 km                                                                                             |
| 28 d'agost, 16:18 UTC        | Kosmos-3M                       | LC-132/1, Plesetsk              | RVSN                                    | Kosmos 1302 (Strela-2M)           | MO SSSR                                                    | LEO                                                   | Comsat                                                | Encara en òrbita                  | Reeixit fins ara | |
| 28 d'agost                   | R-5V                            | Kapustin Iar                    | MO SSSR                                 | Vertikal-9                        | MO SSSR                                                    | Suborbital                                            | Investigació solar                                    | 28 d'agost 1981                   | Reeixit          | Apogeu: 500 km                                                                                              |
| August                       | MR-12                           | Professor Zubov                 | MO SSSR                                 |                                   | MO SSSR                                                    | Suborbital                                            | Aeronomia                                             | Dins d'una hora de llançament     | Reeixit          | Apogeu: 150 km                                                                                              |
| August                       | MR-12                           | Professor Zubov                 | MO SSSR                                 |                                   | MO SSSR                                                    | Suborbital                                            | Aeronomia                                             | Dins d'una hora de llançament     | Reeixit          | Apogeu: 150 km                                                                                              |
| August                       | MR-12                           | Professor Zubov                 | MO SSSR                                 |                                   | MO SSSR                                                    | Suborbital                                            | Aeronomia                                             | Dins d'una hora de llançament     | Reeixit          | Apogeu: 150 km                                                                                              |
| August                       | MR-12                           | Professor Zubov                 | MO SSSR                                 |                                   | MO SSSR                                                    | Suborbital                                            | Aeronomia                                             | Dins d'una hora de llançament     | Reeixit          | Apogeu: 150 km                                                                                              |
| 3 de setembre, 18:29 UTC     | Titan IIID                      | SLC-4E, Vandenberg AFB          | Força Aèria dels Estats Units d'Amèrica | OPS-3984 (KH-11)                  | US NRO                                                     | LEO (SSO)                                             | Reconeixement                                         | 23 de novembre 1984               | Reeixit          | |
| 4 de setembre, 08:00 UTC     | Soiuz-U                         | Baikonur                        | RVSN                                    | Kosmos 1303 (Zenit-6U)            | MOM                                                        | LEO                                                   | Reconeixement                                         | 18 de setembre 1981               | Reeixit          | |
| 4 de setembre, 11:06 UTC     | Kosmos-3M                       | LC-132/1, Plesetsk              | RVSN                                    | Kosmos 1304 (Tsikada)             | MO SSSR                                                    | LEO                                                   | Navegació                                             | Encara en òrbita                  | Reeixit fins ara | |
| 5 de setembre, 01:00 UTC     | S-520                           | LA-K, Kagoshima                 | ISAS                                    |                                   | ISAS                                                       | Suborbital                                            | Investigació ionosfèrica                              | 5 de setembre 1981                | Reeixit          | Càrrega recuperada Apogeu: 224 km                                                                           |
| 7 de setembre, 09:38 UTC     | S-310                           | Kagoshima                       | ISAS                                    |                                   | ISAS                                                       | Suborbital                                            | Aeronomia                                             | 7 de setembre 1981                | Reeixit          | Apogeu: 193 km                                                                                              |
| 8 de setembre                | UR-100N                         | Baikonur                        | RVSN                                    |                                   | RVSN                                                       | Suborbital                                            | Vol de proves operacional                             | 8 de setembre 1981                | Error            | |
| 11 de setembre, 08:43 UTC    | Molniya-M                       | LC-43/3, Plesetsk               | RVSN                                    | Kosmos 1305 (Molniya-3)           | MOM                                                        | Destinat: Molnia Assolit: MEO                         | Comsat                                                | Encara en òrbita                  | Error            | Malfuncionament en la 2a etapa resultant en òrbita incorrecta                                               |
| 12 de setembre               | Minuteman IB                    | LF-06, Vandenberg AFB           | Força Aèria dels Estats Units d'Amèrica | ABRES Mk500-PAS-2                 | Força Aèria dels Estats Units d'Amèrica                    | Suborbital                                            | Prova de reentrada                                    | 12 de setembre 1981               | Reeixit          | Apogeu: 1300 km                                                                                             |
| 14 de setembre, 20:31 UTC    | Tsyklon-2                       | LC-90, Baikonur                 | RVSN                                    | Kosmos 1306 (US-P/EORSAT)         |                                                            | LEO                                                   | SIGINT                                                | 16 de juliol 1982                 | Reeixit          | |
| 15 de setembre, 11:30 UTC    | Soiuz-U                         | Plesetsk                        | RVSN                                    | Kosmos 1307 (Zenit-6U)            | MOM                                                        | LEO                                                   | Reconeixement                                         | 29 de setembre 1981               | Reeixit          | |
| 18 de setembre, 03:34 UTC    | Kosmos-3M                       | LC-132/1, Plesetsk              | RVSN                                    | Kosmos 1308 (Parus)               | MO SSSR                                                    | LEO                                                   | Navegació                                             | Encara en òrbita                  | Reeixit fins ara | |
| 18 de setembre, 09:30 UTC    | Soiuz-U                         | Plesetsk                        | RVSN                                    | Kosmos 1309 (Zenit-4MT)           | MOM                                                        | LEO                                                   | Reconeixement                                         | 1 d'octubre 1981                  | Reeixit          | |
| 18 de setembre, 17:59:58 UTC | Vertikal                        | LC-107, Kapustin Iar            | RVSN                                    | Gruziya-60-Spurt                  | RVSN                                                       | Suborbital                                            | Investigació de plasma                                | 18 de setembre 1981               | Reeixit          | Apogeu: 1514 km                                                                                             |
| 19 de setembre, 21:28:40 UTC | Feng Bao 1                      | LA-2B, JSLC                     | CALT                                    | Shi Jian 2                        | CASC                                                       | LEO                                                   | Desenvolupament de tecnologia                         | 17 d'agost 1982                   | Reeixit          | |
| 19 de setembre, 21:28:40 UTC | Feng Bao 1                      | LA-2B, JSLC                     | CALT                                    | Shi Jian 2A                       | CASC                                                       | LEO                                                   | Desenvolupament de tecnologia                         | 26 de setembre 1981               | Reeixit          | |
| 19 de setembre, 21:28:40 UTC | Feng Bao 1                      | LA-2B, JSLC                     | CALT                                    | Shi Jian 2B                       | CASC                                                       | LEO                                                   | Desenvolupament de tecnologia                         | 6 d'octubre 1982                  | Reeixit          | |
| 21 de setembre, 13:10 UTC    | Tsyklon-3                       | LC-32/1, Plesetsk               | RVSN                                    | Oreol-3 (Arkad-3/IK-23)           | RVSN/CNES                                                  | LEO                                                   | Investigació de la magnetosfera                       | Encara en òrbita                  | Reeixit          | |
| 23 de setembre, 08:00 UTC    | Kosmos-3M                       | LC-132/2, Plesetsk              | RVSN                                    | Kosmos 1310 (Taifun)              | MO SSSR                                                    | LEO                                                   | Calibratge de radar                                   | 3 d'abril 1989                    | Reeixit          | |
| 24 de setembre, 23:09 UTC    | Delta 3910/PAM                  | LC-17A, Cape Canaveral          | NASA                                    | SBS-2                             | SBS                                                        | GEO                                                   | Comsat                                                | Encara en òrbita                  | Reeixit          | Retirat el 7 de setembre 1996                                                                               |
| 28 de setembre, 21:00 UTC    | Kosmos-3M                       | LC-132/2, Plesetsk              | RVSN                                    | Kosmos 1311 (Taifun-2)            | MO SSSR                                                    | LEO                                                   | Calibratge de radar                                   | 28 d'agost 1983                   | Reeixit          | |
| 28 de setembre, 21:00 UTC    | Kosmos-3M                       | LC-132/2, Plesetsk              | RVSN                                    | Kosmos 1311 Romb 1                | MO SSSR                                                    | LEO                                                   | Calibratge de radar                                   | 27 de febrer 1982                 | Reeixit          | |
| 28 de setembre, 21:00 UTC    | Kosmos-3M                       | LC-132/2, Plesetsk              | RVSN                                    | Kosmos 1311 Romb 2                | MO SSSR                                                    | LEO                                                   | Calibratge de radar                                   | 26 de febrer 1982                 | Reeixit          | |
| 28 de setembre, 21:00 UTC    | Kosmos-3M                       | LC-132/2, Plesetsk              | RVSN                                    | Kosmos 1311 Romb 3                | MO SSSR                                                    | LEO                                                   | Calibratge de radar                                   | 5 de desembre 1982                | Reeixit          | |
| 28 de setembre, 21:00 UTC    | Kosmos-3M                       | LC-132/2, Plesetsk              | RVSN                                    | Kosmos 1311 Romb 4                | MO SSSR                                                    | LEO                                                   | Calibratge de radar                                   | 5 de desembre 1982                | Reeixit          | |
| 28 de setembre, 21:00 UTC    | Kosmos-3M                       | LC-132/2, Plesetsk              | RVSN                                    | Kosmos 1311 Romb 5                | MO SSSR                                                    | LEO                                                   | Calibratge de radar                                   | 17 de desembre 1982               | Reeixit          | |
| 28 de setembre, 21:00 UTC    | Kosmos-3M                       | LC-132/2, Plesetsk              | RVSN                                    | Kosmos 1311 Romb 6                | MO SSSR                                                    | LEO                                                   | Calibratge de radar                                   | 16 de desembre 1982               | Reeixit          | |
| 28 de setembre, 21:00 UTC    | Kosmos-3M                       | LC-132/2, Plesetsk              | RVSN                                    | Kosmos 1311 Romb 7                | MO SSSR                                                    | LEO                                                   | Calibratge de radar                                   | 22 de desembre 1982               | Reeixit          | |
| 28 de setembre, 21:00 UTC    | Kosmos-3M                       | LC-132/2, Plesetsk              | RVSN                                    | Kosmos 1311 Romb 8                | MO SSSR                                                    | LEO                                                   | Calibratge de radar                                   | 23 de desembre 1982               | Reeixit          | |
| 28 de setembre, 21:00 UTC    | Kosmos-3M                       | LC-132/2, Plesetsk              | RVSN                                    | Kosmos 1311 Romb 9                | MO SSSR                                                    | LEO                                                   | Calibratge de radar                                   | 24 de desembre 1982               | Reeixit          | |
| 28 de setembre, 21:00 UTC    | Kosmos-3M                       | LC-132/2, Plesetsk              | RVSN                                    | Kosmos 1311 Romb 10               | MO SSSR                                                    | LEO                                                   | Calibratge de radar                                   | 18 de desembre 1982               | Reeixit          | |
| 28 de setembre, 21:00 UTC    | Kosmos-3M                       | LC-132/2, Plesetsk              | RVSN                                    | Kosmos 1311 Romb 11               | MO SSSR                                                    | LEO                                                   | Calibratge de radar                                   | 17 de desembre 1982               | Reeixit          | |
| 28 de setembre, 21:00 UTC    | Kosmos-3M                       | LC-132/2, Plesetsk              | RVSN                                    | Kosmos 1311 Romb 12               | MO SSSR                                                    | LEO                                                   | Calibratge de radar                                   | 17 de desembre 1982               | Reeixit          | |
| 28 de setembre, 21:00 UTC    | Kosmos-3M                       | LC-132/2, Plesetsk              | RVSN                                    | Kosmos 1311 Romb 13               | MO SSSR                                                    | LEO                                                   | Calibratge de radar                                   | 16 de desembre 1982               | Reeixit          | |
| 28 de setembre, 21:00 UTC    | Kosmos-3M                       | LC-132/2, Plesetsk              | RVSN                                    | Kosmos 1311 Romb 14               | MO SSSR                                                    | LEO                                                   | Calibratge de radar                                   | 31 de desembre 1982               | Reeixit          | |
| 28 de setembre, 21:00 UTC    | Kosmos-3M                       | LC-132/2, Plesetsk              | RVSN                                    | Kosmos 1311 Romb 15               | MO SSSR                                                    | LEO                                                   | Calibratge de radar                                   | 31 de desembre 1982               | Reeixit          | |
| 28 de setembre, 21:00 UTC    | Kosmos-3M                       | LC-132/2, Plesetsk              | RVSN                                    | Kosmos 1311 Romb 16               | MO SSSR                                                    | LEO                                                   | Calibratge de radar                                   | 31 de desembre 1982               | Reeixit          | |
| 28 de setembre, 21:00 UTC    | Kosmos-3M                       | LC-132/2, Plesetsk              | RVSN                                    | Kosmos 1311 Romb 17               | MO SSSR                                                    | LEO                                                   | Calibratge de radar                                   | 28 de febrer 1983                 | Reeixit          | |
| 28 de setembre, 21:00 UTC    | Kosmos-3M                       | LC-132/2, Plesetsk              | RVSN                                    | Kosmos 1311 Romb 18               | MO SSSR                                                    | LEO                                                   | Calibratge de radar                                   | 28 de febrer 1983                 | Reeixit          | |
| 28 de setembre, 21:00 UTC    | Kosmos-3M                       | LC-132/2, Plesetsk              | RVSN                                    | Kosmos 1311 Romb 19               | MO SSSR                                                    | LEO                                                   | Calibratge de radar                                   | 28 de febrer 1983                 | Reeixit          | |
| 28 de setembre, 21:00 UTC    | Kosmos-3M                       | LC-132/2, Plesetsk              | RVSN                                    | Kosmos 1311 Romb 20               | MO SSSR                                                    | LEO                                                   | Calibratge de radar                                   | 28 de febrer 1983                 | Reeixit          | |
| 28 de setembre, 21:00 UTC    | Kosmos-3M                       | LC-132/2, Plesetsk              | RVSN                                    | Kosmos 1311 Romb 21               | MO SSSR                                                    | LEO                                                   | Calibratge de radar                                   | 28 de febrer 1983                 | Reeixit          | |
| 28 de setembre, 21:00 UTC    | Kosmos-3M                       | LC-132/2, Plesetsk              | RVSN                                    | Kosmos 1311 Romb 22               | MO SSSR                                                    | LEO                                                   | Calibratge de radar                                   | 28 de febrer 1983                 | Reeixit          | |
| 28 de setembre, 21:00 UTC    | Kosmos-3M                       | LC-132/2, Plesetsk              | RVSN                                    | Kosmos 1311 Romb 23               | MO SSSR                                                    | LEO                                                   | Calibratge de radar                                   | 28 de febrer 1983                 | Reeixit          | |
| 28 de setembre, 21:00 UTC    | Kosmos-3M                       | LC-132/2, Plesetsk              | RVSN                                    | Kosmos 1311 Romb 24               | MO SSSR                                                    | LEO                                                   | Calibratge de radar                                   | 28 de febrer 1983                 | Reeixit          | |
| 28 de setembre, 21:00 UTC    | Kosmos-3M                       | LC-132/2, Plesetsk              | RVSN                                    | Kosmos 1311 Romb 25               | MO SSSR                                                    | LEO                                                   | Calibratge de radar                                   | 27 de febrer 1983                 | Reeixit          | |
| 29 de setembre               | Topol                           | LC-167, Plesetsk                | RVSN                                    |                                   | RVSN                                                       | Suborbital                                            | Vol de proves                                         | 29 de setembre 1981               | Reeixit          | Vol inaugural del míssil Topol. Apogeu: 1000 km                                                             |
| 30 de setembre, 08:00 UTC    | Tsyklon-3                       | LC-32/1, Plesetsk               | RVSN                                    | Kosmos 1312 (Geo-IK)              | MO SSSR                                                    | LEO                                                   | Investigació en geodèsia                              | Encara en òrbita                  | Reeixit fins ara | |
| 30 de setembre, 23:20:00 UTC | Black Brant 8C                  | Esrange                         | SSC                                     | PIRAT                             | SSC                                                        | Suborbital                                            | Investigació d'aurores                                | 30 de setembre 1981               | Reeixit          | Apogeu: 270 km                                                                                              |
| 30 de setembre               | Black Brant VC                  | LC-36, White Sands              | NASA                                    |                                   | NASA                                                       | Suborbital                                            | Investigació solar                                    | 30 de setembre 1981               | Reeixit          | Apogeu: 243 km                                                                                              |
| 1 d'octubre, 09:00 UTC       | Soiuz-U                         | Baikonur                        | RVSN                                    | Kosmos 1313 (Zenit-6U)            | MOM                                                        | LEO                                                   | Reconeixement                                         | 15 d'octubre 1981                 | Reeixit          | |
| 4 d'octubre                  | Minuteman IB                    | LF-03, Vandenberg AFB           | Força Aèria dels Estats Units d'Amèrica | ABRES AMARV-3                     | Força Aèria dels Estats Units d'Amèrica                    | Suborbital                                            | Prova de reentrada                                    | 4 d'octubre 1981                  | Reeixit          | Apogeu: 1300 km                                                                                             |
| 6 d'octubre, 11:27 UTC       | Delta 2310                      | SLC-2W, Vandenberg AFB          | NASA                                    | SME                               | NASA                                                       | LEO (SSO)                                             | Investigació solar                                    | 5 de març 1991                    | Reeixit          | |
| 6 d'octubre, 11:27 UTC       | Delta 2310                      | SLC-2W, Vandenberg AFB          | NASA                                    | Oscar 9 (UoSAT-1/UO-9)            | SSTL/UoSAT                                                 | LEO (SSO)                                             | Demostració de tecnologia Radioaficionat              | 13 d'octubre 1989                 | Reeixit          | |
| 9 d'octubre, 10:40 UTC       | Soiuz-U                         | LC-41/1, Plesetsk               | RVSN                                    | Kosmos 1314 (Zenit-4MKT)          | MOM                                                        | LEO                                                   | Reconeixement                                         | 22 d'octubre 1981                 | Reeixit          | |
| 9 d'octubre, 16:59 UTC       | Proton-K/DM                     | LC-200/39, Baikonur             | RVSN                                    | Raduga 10                         | MOM                                                        | GSO                                                   | Comsat                                                | Encara en òrbita                  | Reeixit          | Retirat l'1 d'octubre 1987                                                                                  |
| 13 d'octubre, 23:01 UTC      | Vostok-2M                       | Plesetsk                        | RVSN                                    | Kosmos 1315 (Tselina-D)           | MOM                                                        | LEO                                                   | SIGINT                                                | Encara en òrbita                  | Reeixit          | |
| 14 d'octubre                 | Nike Orion                      | Wallops Island                  | NASA                                    |                                   | NASA                                                       | Suborbital                                            | Investigació de plasma                                | 14 d'octubre 1981                 | Reeixit          | Apogeu: 140 km                                                                                              |
| 15 d'octubre, 09:15 UTC      | Soiuz-U                         | Baikonur                        | RVSN                                    | Kosmos 1316 (Zenit-6U)            | MOM                                                        | LEO                                                   | Reconeixement                                         | 29 d'octubre 1981                 | Reeixit          | |
| 16 d'octubre                 | Nike Tomahawk                   | White Sands                     | NASA                                    |                                   | NASA                                                       | Suborbital                                            | Aeronomia                                             | 16 d'octubre 1981                 | Reeixit          | Apogeu: 270 km                                                                                              |
| 17 d'octubre, 05:59 UTC      | Molniya-M                       | LC-41/1, Plesetsk               | RVSN                                    | Molniya-3-17                      | MOM                                                        | Molnia                                                | Comsat                                                | 9 de gener 1997                   | Reeixit          | |
| 17 d'octubre                 | Astrobee-F                      | White Sands                     | NASA                                    |                                   | NASA/MIT                                                   | Suborbital                                            | Astronomia de raigs X                                 | 17 d'octubre 1981                 | Reeixit          | Apogeu: 200 km                                                                                              |
| 21 d'octubre                 | Pershing 1A                     | McGregor Range, Fort Bliss      | Força Aèria dels Estats Units d'Amèrica | AO-212                            | Força Aèria dels Estats Units d'Amèrica                    | Suborbital                                            | Vol de proves                                         | 21 d'octubre 1981                 | Reeixit          | Apogeu: 250 km                                                                                              |
| 25 d'octubre, 19:01:00 UTC   | Nike Tomahawk                   | Andøya                          | NDRE                                    | Ferdinand-51                      | NDRE                                                       | Suborbital                                            | Investigació d'aurores                                | 25 d'octubre 1981                 | Reeixit          | Apogeu: 184 km                                                                                              |
| 30 d'octubre, 06:04 UTC      | Proton-K/D-1                    | LC-200/40, Baikonur             | RVSN                                    | Venera 13 Bus                     | MOM                                                        | Heliocèntrica                                         | Sobrevol de Venus                                     | Encara en òrbita                  | Reeixit          | |
| 30 d'octubre, 06:04 UTC      | Proton-K/D-1                    | LC-200/40, Baikonur             | RVSN                                    | Venera 13 Lander                  | MOM                                                        | Heliocèntrica                                         | Venus lander                                          | 1 de març 1982                    | Reeixit          | |
| 31 d'octubre, 09:22:00 UTC   | Titan IIIC                      | LC-40, Cape Canaveral           | Força Aèria dels Estats Units d'Amèrica | OPS-4029 (Chalet/Vortex)          | US NRO                                                     | GEO                                                   | ELINT                                                 | Encara en òrbita                  | Reeixit fins ara | |
| 31 d'octubre, 22:54 UTC      | Molniya-M                       | LC-16/2, Plesetsk               | RVSN                                    | Kosmos 1317 (Oko)                 | MOM                                                        | Molnia                                                | Detecció de míssils                                   | Encara en òrbita                  | Reeixit fins ara | |
| 3 de novembre, 13:00 UTC     | Soiuz-U                         | LC-41/1, Plesetsk               | RVSN                                    | Kosmos 1318 (Yantar-2K)           | MOM                                                        | LEO                                                   | Reconeixement                                         | 4 de desembre 1981                | Reeixit          | |
| 4 de novembre, 05:31 UTC     | Proton-K/D-1                    | LC-200/39, Baikonur             | RVSN                                    | Venera 14 Bus                     | MOM                                                        | Heliocèntrica                                         | Sobrevol de Venus                                     | Encara en òrbita                  | Reeixit          | |
| 4 de novembre, 05:31 UTC     | Proton-K/D-1                    | LC-200/39, Baikonur             | RVSN                                    | Mòdul de descens Venera 14        | MOM                                                        | Heliocèntrica                                         | Mòdul de descens a Venus                              | 5 de març 1982                    | Error parcial    | La tapa de l'objectiu es va expulsar sota el braç de mostreig, evitant que el braç abasteixi la superfície. |
| 7 de novembre, 12:03:40 UTC  | Sergeant                        | Poker Flat                      | Força Aèria dels Estats Units d'Amèrica | FWIF-V                            | Força Aèria dels Estats Units d'Amèrica                    | Suborbital                                            | Investigació d'aurores                                | 7 de novembre 1981                | Reeixit          | Apogeu: 130 km                                                                                              |
| 9 de novembre                | Taurus-Orion                    | LC-36, White Sands              | NASA                                    |                                   | NASA                                                       | Suborbital                                            | Aeronomia                                             | 9 de novembre 1981                | Reeixit          | Apogeu: 200 km                                                                                              |
| 12 de novembre, 15:09:59 UTC | Transbordador espacial Columbia | LC-39A, Kennedy                 | United Space Alliance                   | STS-2, 2 astronautes              | NASA                                                       | LEO                                                   | Vol orbital tripulat                                  | 14 de novembre 1981, 21:23:11 UTC | Reeixit          | Primera nau espacial tripualada en realitzar dos vols orbitals.                                             |
| 12 de novembre, 15:09:59 UTC | Transbordador espacial Columbia | LC-39A, Kennedy                 | United Space Alliance                   | DFI                               | NASA                                                       | LEO, attached to Columbia                             | Gravació de vol                                       | 14 de novembre 1981, 21:23:11 UTC | Reeixit          | |
| 12 de novembre, 15:09:59 UTC | Transbordador espacial Columbia | LC-39A, Kennedy                 | United Space Alliance                   | OSTA-1 (SIR-A)                    | NASA                                                       | LEO, attached to Columbia                             | Teledetecció                                          | 14 de novembre 1981, 21:23:11 UTC | Reeixit          | |
| 13 de novembre, 09:30 UTC    | Soiuz-U                         | Baikonur                        | RVSN                                    | Kosmos 1319 (Zenit-6U)            | MOM                                                        | LEO                                                   | Reconeixement                                         | 27 de novembre 1981               | Reeixit          | |
| 15 de novembre, 17:50 UTC    | Trident C-4                     | USS Benjamin Franklin, ETR      | Marina dels Estats Units d'Amèrica      | DASO-8                            | Marina dels Estats Units d'Amèrica                         | Suborbital                                            | Vol de proves operacional                             | 15 de novembre 1981               | Error            | Apogeu: 20 km                                                                                               |
| 17 de novembre, 15:25 UTC    | Molniya-M                       | Plesetsk                        | RVSN                                    | Molniya-1-51                      | MOM                                                        | Molnia                                                | Comsat                                                | 2 de novembre 1993                | Reeixit          | |
| 17 de novembre               | Black Brant 8B                  | White Sands                     | NASA                                    |                                   | NASA                                                       | Suborbital                                            | Astronomia de raigs X                                 | 17 de novembre 1981               | Reeixit          | Apogeu: 253 km                                                                                              |
| 17 de novembre               | Black Brant 8B                  | White Sands                     | NASA                                    |                                   | NASA                                                       | Suborbital                                            | Astronomia de raigs X                                 | 17 de novembre 1981               | Reeixit          | Apogeu: 253 km                                                                                              |
| 20 de novembre, 01:37 UTC    | Delta 3910/PAM                  | LC-17A, Cape Canaveral          | NASA                                    | Satcom 3R (Satcom 4)              | RCA Americom                                               | GSO                                                   | Comsat                                                | Encara en òrbita                  | Reeixit          | Retirat el 10 d'abril 1991                                                                                  |
| 20 de novembre, 08:30 UTC    | Kosmos-3M                       | LC-107/2, Kapustin Iar          | RVSN                                    | Bhaskara 2                        | ISRO                                                       | LEO                                                   | Observació de la Terra                                | 30 de novembre 1991               | Reeixit          | |
| 23 de novembre               | Black Brant 8C                  | White Sands                     | NASA                                    |                                   | NASA                                                       | Suborbital                                            | Investigació solar                                    | 23 de novembre 1981               | Reeixit          | Apogeu: 322 km                                                                                              |
| 24 de novembre               | Minuteman III                   | LF-09, Vandenberg AFB           | Força Aèria dels Estats Units d'Amèrica | GT-84GM1                          | Força Aèria dels Estats Units d'Amèrica                    | Suborbital                                            | Vol de proves operacional                             | 24 de novembre 1981               | Reeixit          | Apogeu: 1300 km                                                                                             |
| 28 de novembre, 18:08 UTC    | Kosmos-3M                       | LC-132/2, Plesetsk              | RVSN                                    | Kosmos 1320 (Strela-1M)           | MO SSSR                                                    | LEO                                                   | Comsat                                                | Encara en òrbita                  | Reeixit fins ara | |
| 28 de novembre, 18:08 UTC    | Kosmos-3M                       | LC-132/2, Plesetsk              | RVSN                                    | Kosmos 1321 (Strela-1M)           | MO SSSR                                                    | LEO                                                   | Comsat                                                | Encara en òrbita                  | Reeixit fins ara | |
| 28 de novembre, 18:08 UTC    | Kosmos-3M                       | LC-132/2, Plesetsk              | RVSN                                    | Kosmos 1322 (Strela-1M)           | MO SSSR                                                    | LEO                                                   | Comsat                                                | Encara en òrbita                  | Reeixit fins ara | |
| 28 de novembre, 18:08 UTC    | Kosmos-3M                       | LC-132/2, Plesetsk              | RVSN                                    | Kosmos 1323 (Strela-1M)           | MO SSSR                                                    | LEO                                                   | Comsat                                                | Encara en òrbita                  | Reeixit fins ara | |
| 28 de novembre, 18:08 UTC    | Kosmos-3M                       | LC-132/2, Plesetsk              | RVSN                                    | Kosmos 1324 (Strela-1M)           | MO SSSR                                                    | LEO                                                   | Comsat                                                | Encara en òrbita                  | Reeixit fins ara | |
| 28 de novembre, 18:08 UTC    | Kosmos-3M                       | LC-132/2, Plesetsk              | RVSN                                    | Kosmos 1325 (Strela-1M)           | MO SSSR                                                    | LEO                                                   | Comsat                                                | Encara en òrbita                  | Reeixit fins ara | |
| 28 de novembre, 18:08 UTC    | Kosmos-3M                       | LC-132/2, Plesetsk              | RVSN                                    | Kosmos 1326 (Strela-1M)           | MO SSSR                                                    | LEO                                                   | Comsat                                                | Encara en òrbita                  | Reeixit fins ara | |
| 28 de novembre, 18:08 UTC    | Kosmos-3M                       | LC-132/2, Plesetsk              | RVSN                                    | Kosmos 1327 (Strela-1M)           | MO SSSR                                                    | LEO                                                   | Comsat                                                | Encara en òrbita                  | Reeixit fins ara | |
| 1 de desembre, 01:38 UTC     | Black Brant X                   | Cape Parry                      | NASA                                    | CENTAUR                           | NASA                                                       | Suborbital                                            | Investigació de plasma                                | 1 de desembre 1981                | Reeixit          | Apogeu: 612 km                                                                                              |
| 1 de desembre, 15:50:00 UTC  | Petrel                          | Esrange                         | SRC                                     |                                   | SRC                                                        | Suborbital                                            | Aeronomia                                             | 1 de desembre 1981                | Reeixit          | Apogeu: 187 km                                                                                              |
| 1 de desembre                | R-39 Rif                        | Nonoksa                         | RVSN                                    |                                   | RVSN                                                       | Suborbital                                            | Vol de proves                                         | 1 de desembre 1981                | Reeixit          | Apogeu: 1000 km                                                                                             |
| 3 de desembre, 11:47 UTC     | Tsyklon-3                       | LC-32/1, Plesetsk               | RVSN                                    | Kosmos 1328 (Tselina-D)           | MO SSSR                                                    | LEO                                                   | SIGINT                                                | Encara en òrbita                  | Reeixit fins ara | |
| 4 de desembre, 09:50 UTC     | Soiuz-U                         | Baikonur                        | RVSN                                    | Kosmos 1329 (Zenit-6U)            | MOM                                                        | LEO                                                   | Reconeixement                                         | 18 de desembre 1981               | Reeixit          | |
| 6 de desembre, 23:14:58 UTC  | Black Brant IVB                 | Cape Parry                      | NRCC                                    | CENTAUR                           | NRCC                                                       | Suborbital                                            | Investigació d'aurores                                | 6 de desembre 1981                | Reeixit          | Apogeu: 615 km                                                                                              |
| 7 de desembre, 00:00:40 UTC  | Terrier-Malemute                | Cape Parry                      | NASA                                    | CENTAUR                           | NASA                                                       | Suborbital                                            | Investigació de plasma                                | 7 de desembre 1981                | Reeixit          | Apogeu: 451 km                                                                                              |
| 7 de desembre                | Dong Feng 5                     | LA-2B, JSLC                     | CALT                                    |                                   | CALT                                                       | Suborbital                                            | Vol de proves                                         | 7 de desembre 1981                | Reeixit          | Apogeu: 1000 km                                                                                             |
| 8 de desembre                | Aerobee 150                     | LC-35, White Sands              | NASA                                    | UM Airglow                        | NASA                                                       | Suborbital                                            | Investigació de la magnetosfera                       | 8 de desembre 1981                | Reeixit          | Apogeu: 200 km                                                                                              |
| 9 de desembre, 17:17:00 UTC  | Petrel 2                        | Esrange                         | SRC                                     |                                   | SRC                                                        | Suborbital                                            | Aeronomia                                             | 9 de desembre 1981                | Reeixit          | Apogeu: 188 km                                                                                              |
| 9 de desembre, 21:25:35 UTC  | Skylark 7                       | LA-S, Esrange                   | DFVLR                                   | ENERGY-EB2                        | DFVLR                                                      | Suborbital                                            | Investigació de la Ionosfera i el plasma              | 9 de desembre 1981                | Reeixit          | Apogeu: 237 km                                                                                              |
| 9 de desembre                | Minuteman III                   | LF-26, Vandenberg AFB           | Força Aèria dels Estats Units d'Amèrica | GT-85GB                           | Força Aèria dels Estats Units d'Amèrica                    | Suborbital                                            | Vol de proves operacional                             | 9 de desembre 1981                | Reeixit          | Apogeu: 1300 km                                                                                             |
| 10 de desembre               | Sonda-3                         | Natal                           | IAE                                     |                                   | IAE                                                        | Suborbital                                            | Investigació ionosfèrica                              | 10 de desembre 1981               | Reeixit          | Apogeu: 239 km                                                                                              |
| 13 de desembre, 21:31:38 UTC | Black Brant IVB                 | Cape Parry                      | NRCC                                    | CENTAUR                           | NRCC                                                       | Suborbital                                            | Investigació d'aurores                                | 13 de desembre 1981               | Error            | Apogeu: 50 km                                                                                               |
| 13 de desembre, 22:54:25 UTC | Black Brant X                   | Cape Parry                      | NASA                                    | CENTAUR                           | NASA                                                       | Suborbital                                            | Investigació de plasma                                | 13 de desembre 1981               | Reeixit          | Apogeu: 662 km                                                                                              |
| 15 de desembre, 23:35 UTC    | Atlas-Centaur SLV-3D            | LC-36B, Cape Canaveral          | NASA                                    | Intelsat 503                      | Intelsat                                                   | GSO                                                   | Comsat                                                | Encara en òrbita                  | Reeixit fins ara | |
| 16 de desembre, 14:10:00 UTC | Petrel                          | Esrange                         | SRC                                     | LITHIUM                           | SRC                                                        | Suborbital                                            | Aeronomia                                             | 16 de desembre 1981               | Reeixit          | Apogeu: 187 km                                                                                              |
| 17 de desembre, 11:00 UTC    | Kosmos-3M                       | LC-132/2, Plesetsk              | RVSN                                    | Radio-Sputnik 3                   | Iskra                                                      | LEO                                                   | Radioaficionat                                        | Encara en òrbita                  | Reeixit fins ara | |
| 17 de desembre, 11:00 UTC    | Kosmos-3M                       | LC-132/2, Plesetsk              | RVSN                                    | Radio-Sputnik 8                   | Iskra                                                      | LEO                                                   | Radioaficionat                                        | Encara en òrbita                  | Reeixit fins ara | |
| 17 de desembre, 11:00 UTC    | Kosmos-3M                       | LC-132/2, Plesetsk              | RVSN                                    | Radio-Sputnik 5                   | Iskra                                                      | LEO                                                   | Radioaficionat                                        | Encara en òrbita                  | Reeixit fins ara | |
| 17 de desembre, 11:00 UTC    | Kosmos-3M                       | LC-132/2, Plesetsk              | RVSN                                    | Radio-Sputnik 4                   | Iskra                                                      | LEO                                                   | Radioaficionat                                        | Encara en òrbita                  | Reeixit fins ara | |
| 17 de desembre, 11:00 UTC    | Kosmos-3M                       | LC-132/2, Plesetsk              | RVSN                                    | Radio-Sputnik 7                   | Iskra                                                      | LEO                                                   | Radioaficionat                                        | Encara en òrbita                  | Reeixit fins ara | |
| 17 de desembre, 11:00 UTC    | Kosmos-3M                       | LC-132/2, Plesetsk              | RVSN                                    | Radio-Sputnik 6                   | Iskra                                                      | LEO                                                   | Radioaficionat                                        | Encara en òrbita                  | Reeixit fins ara | |
| 19 de desembre, 01:10 UTC    | Atlas-E/SVS                     | SLC-3E, Vandenberg AFB          | Força Aèria dels Estats Units d'Amèrica | GPS-7 (Navstar-7)                 | Força Aèria dels Estats Units d'Amèrica                    | Destinat: MEO                                         | Prototip de satèl·lit de navegació                    | 19 de desembre 1981               | Error            | Va fallar en assolir l'òrbita                                                                               |
| 19 de desembre, 11:50 UTC    | Soiuz-U                         | LC-31/6, Baikonur               | RVSN                                    | Kosmos 1330 (Yantar-2K)           | MOM                                                        | LEO                                                   | Reconeixement                                         | 19 de gener 1982                  | Reeixit          | |
| 19 de desembre, 20:00 UTC    | Petrel                          | El Arenosillo                   | INTA                                    | FOCCA-I                           | INTA                                                       | Suborbital                                            | Aeronomia                                             | 19 de desembre 1981               | Reeixit          | Apogeu: 106 km                                                                                              |
| 20 de desembre, 01:29:00 UTC | Ariane 1                        | ELA-1, CSG                      | Arianespace                             | Marecs 1                          | Inmarsat                                                   | GEO, llavors òrbita cementiri                         | Comsat                                                | Encara en òrbita                  | Reeixit          | Retirat el 20 d'agost 1996                                                                                  |
| 20 de desembre, 01:29:00 UTC | Ariane 1                        | ELA-1, CSG                      | Arianespace                             | CAT-4                             | ESA                                                        | GTO                                                   | Gravació de dades de vol                              | Encara en òrbita                  | Reeixit          | |
| 20 de desembre, 01:29:00 UTC | Ariane 1                        | ELA-1, CSG                      | Arianespace                             | Technological Capsule (ESA/81/04) | ESA                                                        | GTO                                                   | Gravació de dades de vol                              | 21 de novembre 1988               | Reeixit          | |
| 21 de desembre, 18:37 UTC    | Vertikal                        | LC-107, Kapustin Iar            | RVSN                                    | Vertikal-10                       | RVSN                                                       | Suborbital                                            | Investigació de l'aeronomia i la ionosfera            | 21 de desembre 1981               | Reeixit          | Apogeu: 1500 km                                                                                             |
| 23 de desembre, 13:15 UTC    | Molniya-M                       | Baikonur                        | RVSN                                    | Molniya-1-52                      | MOM                                                        | Molnia                                                | Comsat                                                | Encara en òrbita                  | Reeixit fins ara | |

## Encontres espacials
| Data (GMT) | Nau espacial | Esdeveniment       | Comentaris                                             |
| ---------- | ------------ | ------------------ | ------------------------------------------------------ |
| 26 d'agost | Voyager 2    | Sobrevol de Saturn | Assistència gravitatòria; Apropament màxim: 101.000 km |